# Công chúa Chiêu Chinh
Công chúa Chiêu Chinh (1258 – 1314) là nhân vật thời Trần trong lịch sử Việt Nam, được biết đến qua các tư liệu thần phả và giai thoại, không có trong sử sách chính thống.
Bà là một trong 334 phụ nữ Việt Nam trong lịch sử mà hình ảnh, phẩm chất, đức tính trở thành bản chất, truyền thống của phụ nữ việt Nam.

## Thân thế
Bà tên thật là Trần Thị Hinh; là con thứ sáu của vua Trần Thánh Tông, mẹ là cung phi Trần Thị Khương; là em cùng cha, khác mẹ với vua Trần Nhân Tông, và các công chúa Thiên Thụy, Bảo Châu, Chiêu Hoa.

## Cuộc đời
Bà là người văn võ toàn tài, được thân vương Trần Nhật Duật dạy chữ, Trần Quang Khải dạy võ nghệ ngay từ thủa nhỏ. Lớn lên, khi giặc Mông Nguyên xâm lược, bà về quê mẹ Kha Lâm (nay thuộc phường Nam Sơn, quận Kiến An, thành phố Hải Phòng) chiêu mộ quân đánh giặc. Về sau, bà xây dựng, tu tạo chùa chiền; mở mang ruộng đất, phát triển sản xuất; dạy dân làm điều thiện, nuôi dạy trẻ mồ côi, người già không nơi nương tựa, giúp người nghèo, đỡ người gặp khó...
Chồng của bà là Đỗ Khắc Hàn (con trai của Đại hành khiển Đỗ Khắc Chung, còn gọi là Trần Khắc Chung) hy sinh trong cuộc chiến chống quân Nguyên Mông.
Ngày 3 tháng 6 Giáp Dần, công chúa Chiêu Chinh qua đời, thọ 56 tuổi.

## Đền thờ
Để tỏ lòng kính trọng và biết ơn, nhân dân Kha Lâm gọi là "Vua bà công chúa Chiêu Chinh", vua Trần Anh Tông tặng phong "Chiêu Chinh công chúa tôn thần" và ban tám chữ mỹ hiệu "Phương dung, ý đức, tế thế, an dân". Nhân dân Kiến An coi bà là vị thành hoàng và thờ cúng bà ở nhiều đình, đền, chùa như đền Kha Lâm (phường Nam Sơn), đền Tây Sơn (phường Trần Thành Ngọ), đền Kiến Vũ, đền Tứ Phủ (phường Bắc Sơn)... Hàng năm, cứ đến ngày sinh của Bà 6/12 âm lịch, nhân dân khắp nơi mở hội tưởng nhớ công đức Bà. Tên của bà được đặt cho một con đường thuộc quận Kiến An.